# Metropolitanos Fútbol Club
O Metropolitanos de Caracas Fútbol Club, também conhecido como Metropolitanos, é um clube de futebol venezuelano da cidade de Caracas, no Distrito Capital. Fundado em 3 de agosto de 2011, o clube atualmente participa da Primera División, a divisão de elite do futebol venezuelano.

## Cronologia no Campeonato Venezuelano de Futebol
| Período           | Nome do Campeonato | Nível / Categoria | Associação | Ref. |
| ----------------- | ------------------ | ----------------- | ---------- | ---- |
| 2012–13 — 2014–15 | Segunda División   | Segunda Divisão   | FVF        | <    |
| 2014–15 — 2015    | Primera División   | Primeira Divisão  | FVF        |      |
| 2015 — 2016       | Segunda División   | Segunda Divisão   | FVF        |      |
| Desde 2017        | Primera División   | Primeira Divisão  | FVF        |      |

## Títulos
O único título dos Violetas foi a conquista do campeonato da Segunda División de 2016.
| NACIONAIS        | NACIONAIS         | NACIONAIS | NACIONAIS  |
| Divisão          | Competição        | Títulos   | Temporadas |
| ---------------- | ----------------- | --------- | ---------- |
| Primeira Divisão | Primeira División | 1         | 2022       |
| Segunda Divisão  | Segunda División  | 1         | 2016       |